# Dasiops latifrons
Dasiops latifrons är en tvåvingeart som först beskrevs av Johann Wilhelm Meigen 1826.  Dasiops latifrons ingår i släktet Dasiops och familjen stjärtflugor. Inga underarter finns listade i Catalogue of Life.